# Sistema de ligas de fútbol de El Salvador
Los campeonatos salvadoreños de fútbol son organizados por la Federación Salvadoreña de Fútbol. Los clubes afiliados disputan anualmente los torneos, los que se dividen en categorías o divisionales, cada una de las cuales determina una jerarquía u orden de importancia del campeonato en disputa.
Habitualmente, los torneos establecen un mecanismo de ascensos y descensos mediante el cual los mejores equipos del campeonato del ciclo en curso obtienen el derecho a participar, en la siguiente temporada, del torneo de jerarquía inmediatamente superior; así como los peores equipos del torneo son castigados de modo que la temporada entrante participen en el campeonato inmediatamente inferior.

## Fútbol masculino
Estos campeonatos de fútbol, actualmente se disputan bajo la organización de la Federación Salvadoreña de Fútbol, y son los siguientes:
| Nivel | Divisiones                                                    |
| ----- | ------------------------------------------------------------- |
| 1.°   | Primera División 12 equipos                                   |
| 2.°   | Segunda División 16 equipos                                   |
| 3°    | Tercera División 38 equipos                                   |
| 4°    | Liga Mayor de Fútbol Aficionado Primera Categoría 483 equipos |

### Ascensos y descensos
En la Primera División los campeones de cada torneo y el mejor ubicado en la tabla acumulada clasifican a la Copa Centroamericana de Concacaf y desciende el último a la Liga de Ascenso de El Salvador.
En la Segunda División asciende 1 equipo y descienden 2 equipos a la Tercera División.
En la Tercera División ascienden 2 equipos y el resto vuelve a sus respectivas asociaciones. 
| Categoría | División |
| --------- | --- |
| 1         | Primera División o Liga Pepsi 12 clubes participantes: Se juega 22 fechas en una sola ronda de ida y vuelta de las cuales los 6 primeros de la tabla de posiciones avanzan a los play-offs para definir el campeón. Se enfrentan desde el repechaje el 3.° vs. 6.° y así sucesivamente. Clasifican a la Copa Centroamericana de Concacaf: El campeón de cada torneo; el otro clasificado es el mejor de la tabla de posiciones que no haya sido campeón. Descienden el último club de la tabla de posiciones al finalizar la temporada. |
| 2         | Liga de Ascenso o Liga de Plata 16 clubes participantes: Se dividen en dos grupos (centro-occidente; y Centro-Oriente) y juegan 16 fechas en dos rondas de ida y vuelta de las cuales los 4 primeros de la tabla de posiciones avanzan a los play-offs para definir el campeón. Se enfrentan desde semifinales el 1.° vs. 4.° y así sucesivamente. Campeón de la temporada asciende a la Primera. Descienden los 2 últimos clubes de la tabla de posiciones al finalizar las 14 fechas. |
| 3         | Tercera División o Liga de Bronce 38 clubes participantes: Se dividen en cuatro grupos (centro-occidente A y B; y Centro-Oriente A y B), Se integra por las 16 jornadas del torneo con rondas ida y vuelta, los ocho clubes mejor calificados para esta fase del torneo serán reubicados de acuerdo con el lugar que ocupen en la tabla General. Ascienden a la Liga de Plata el campeón de cada temporada. Descienden los 4 últimos clubes de las tablas de posiciones al finalizar las 16 fechas. |
| 4         | Liga Mayor de Fútbol Aficionado Primera Categoría 483 equipos: Se dividen por departamento, luego por grupos dependiendo de la cantidad de equipos inscritos en cada ADFA departamental, jugando partidos ida y vuelta, donde cada una tiene su propio formato para sacar un campeón, el cual será el representante departamental en la siguiente fase, donde se dividen en tres grupos, dos grupos de cuatro equipos y uno de seis. Estos grupos son: Occidente, Centro y Oriente; donde el Occidente y Oriente ganan un cupo para la tercera división; mientras que el Centro los dos finalistas son los que pasan a la siguiente división. Ascienden a la Liga de Bronce los 4 primeros clubes de las tablas de posiciones al finalizar las fechas en cada ADFA. Descienden los últimos clubes de las tablas de posiciones al finalizar las fechas. |

## Fútbol femenino
El campeonato salvadoreño de fútbol femenino que actualmente se disputa bajo la organización de la Federación Salvadoreña de Fútbol es la siguiente:
| Nivel | Nivel | Divisiones                                     | Divisiones                                     | Divisiones                                     | Divisiones                                     | Divisiones                                     | Divisiones                                     | Divisiones                                     | Divisiones                                     | Divisiones                                     | Divisiones                                     | Divisiones                                     | Divisiones                                     | Divisiones                                     | Divisiones                                     | Divisiones                                     | Divisiones                                     | Divisiones                                     | Divisiones                                     |
| ----- | ----- | ---------------------------------------------- | ---------------------------------------------- | ---------------------------------------------- | ---------------------------------------------- | ---------------------------------------------- | ---------------------------------------------- | ---------------------------------------------- | ---------------------------------------------- | ---------------------------------------------- | ---------------------------------------------- | ---------------------------------------------- | ---------------------------------------------- | ---------------------------------------------- | ---------------------------------------------- | ---------------------------------------------- | ---------------------------------------------- | ---------------------------------------------- | ---------------------------------------------- |
| 1.°   | 1.°   | Primera 12 equipos (afiliados a la Liga Pepsi) | Primera 12 equipos (afiliados a la Liga Pepsi) | Primera 12 equipos (afiliados a la Liga Pepsi) | Primera 12 equipos (afiliados a la Liga Pepsi) | Primera 12 equipos (afiliados a la Liga Pepsi) | Primera 12 equipos (afiliados a la Liga Pepsi) | Primera 12 equipos (afiliados a la Liga Pepsi) | Primera 12 equipos (afiliados a la Liga Pepsi) | Primera 12 equipos (afiliados a la Liga Pepsi) | Primera 12 equipos (afiliados a la Liga Pepsi) | Primera 12 equipos (afiliados a la Liga Pepsi) | Primera 12 equipos (afiliados a la Liga Pepsi) | Primera 12 equipos (afiliados a la Liga Pepsi) | Primera 12 equipos (afiliados a la Liga Pepsi) | Primera 12 equipos (afiliados a la Liga Pepsi) | Primera 12 equipos (afiliados a la Liga Pepsi) | Primera 12 equipos (afiliados a la Liga Pepsi) | Primera 12 equipos (afiliados a la Liga Pepsi) |